# Йоганн Гельфріх фон Мюллер
Іоган Гельфрих фон Мюллер (нім. Johann Helfrich von Müller) (1746, Клеве — 1830, Дармштадт) — німецький інженер та архітектор. Висунув ідею «різницевої машини» — спеціалізованого механічного обчислювального пристрою. Вважається першим, хто запропонував використовувати метод різниць при обчислюваннях та виведення результатів у друкованому виді. Працював малогабаритний механічний калькулятор.

## Біографія
Народився 16 січня 1746 року у Клеве (місто в землі Північний Рейн — Вестфалія, Німеччина). Батько — Лоренц Фрідріх Мюллер (Lorenz Friedrich Müller; 1715—1796), архітектор та інженер. Мати — Марія Магдалена Йозефа (Maria Magdalena Josepha; 1726—1800).
Після отримання початкової освіти у маленькій приватній школі, був відправлений навчатися в граматичну школу в Дармштадт. Навесні 1762 року став кадетом Артилерійського корпусу армії Гессен-Дармштадтского ландграфства, переїхавши у Гісен разом з сім'єю. Там почав відвідувати лекції з математики та фізики в Гісенському університеті. Його батько хотів, щоб син продовжив сімейну традицію і також став інженером-архітектором, але Іоган знаходив більш привабливими інші кар'єри. Ще під час навчання у граматичній школі він хотів стати художником, в університеті сподівався стати професором математики та фізики. Але скоро він виявив, що професія інженера найбільш цікава для нього, і присвятив багато часу читанню книг із статистики, гідравліки та механіки.
У 1769 році Артилерійський Корпус скоротив свою чисельність, і Мюллер був змушений шукати роботу. Незабаром після цього, його найняв як інженера принц Георг Вільгельм, правитель Гессена — людина з широкими інтересами як у цивільній, так і у військовій архітектурі і інженерії.
У 1769—1770 роках Мюллер зробив велику освітню подорож по Італії (Рим, Неаполь, Венеція) і Австрії (Відень). У квітні 1772 принц Вільгельм взяв Мюллера з собою в п'ятимісячну поїздку в Париж, де вони відвідали і вивчили безліч дивовижних будівель і машин в місті, а також у Сен-Клу Версалі і Марлі. Після повернення з цієї поїздки Мюллер присвятив більшість свого часу архітектурним і механічним проектам і різноманітним фінансовим розрахунками для правителя.
У лютому 1774 Мюллер став будівельним інспектором в Дармштадті, а три роки по тому — будівельником-підрядником, відповідальним за проектування та технічне обслуговування будівель. У 1778 році він повернувся на військову службу в чині капітана Артилерійського Корпуси, згодом просунувся до підполковника (Lieutenant-Colonel) в 1797 і до полковника в 1800 році.
У 1770 року Мюллер взяв участь в проєктуванні декількох громадських будівель Дармштадта. Фонтан на Ринковій площі перед старою ратушею Дармштадта, побудований за проєктом Йоганна Мюллера в 1780 році, зберігся до сих пір.
Йоганн Мюллер мав досить творче мислення й почав робити винаходи з початку 1770-х років. Першим винаходом був замовлений принцом для своїх дітей театр із оптичними й механічними ефектами. Подальшими розробками стали наступні: велике запалювальне (фокусуюче) дзеркало, сонячний годинник, повітряний насос, пневматична рушниця, барометр, далекомір тощо.
У період з 1776 по 1790 роки Мюллер був державним архітектором. З 1792 року до виходу на пенсію (1820) він служив гофмейстером у Дармштадті. За всі заслуги 23 червня 1810 року великий герцог Гессенський Людвіг I подарував йому дворянство (з цього моменту його прізвище змінилася: фон Мюллер).
19 серпня 1781 Йоганн Мюллер одружився з Катериною Фабріціо Іоганеттою фон Вестерфельд (1761—1830). У цьому шлюбі народилися п'ятеро дітей: дві дочки й три сини, але майже всі вони померли в дитинстві. Залишилася тільки дочка Фредеріка (1784—1841), яка вийшла заміж за Дармштадтського військового — барона фон Галля; їхня дочка, внучка Мюллера, — письменниця Луїза Шюкінг.
Помер Йоганн фон Мюллер 12 червня 1830 в Дармштадті.